# Album al numero uno nella Billboard 200 nel 1979
Di seguito è proposta la lista degli album al numero uno nella Billboard 200 nel 1979.
Durante il 1979, 11 album hanno raggiunto la prima posizione della Billboard 200. Di questi, solamente l'album 52nd Street del cantante statunitense Billy Joel aveva iniziato il suo dominio l'anno precedente, quando debuttò alla prima posizione nel novembre 1978.

## Billboard 200
| † | Indica l'album con le migliori prestazioni del 1979. |

| Data         | Album                                     | Artista             | Tot. sett. #1 | Fonti  |
| ------------ | ----------------------------------------- | ------------------- | ------------- | ------ |
| 6 gennaio    | Barbra Streisand's Greatest Hits Volume 2 | Barbra Streisand    | 3             | [ 1 ]  |
| 13 gennaio   | Barbra Streisand's Greatest Hits Volume 2 | Barbra Streisand    | 3             | [ 2 ]  |
| 20 gennaio   | Barbra Streisand's Greatest Hits Volume 2 | Barbra Streisand    | 3             | [ 3 ]  |
| 27 gennaio   | 52nd Street †                             | Billy Joel          | 8             | [ 4 ]  |
| 3 febbraio   | Briefcase Full of Blues                   | The Blues Brothers  | 1             | [ 5 ]  |
| 10 febbraio  | Blondes Have More Fun                     | Rod Stewart         | 3             | [ 6 ]  |
| 17 febbraio  | Blondes Have More Fun                     | Rod Stewart         | 3             | [ 7 ]  |
| 24 febbraio  | Blondes Have More Fun                     | Rod Stewart         | 3             | [ 8 ]  |
| 3 marzo      | Spirits Having Flown                      | Bee Gees            | 6             | [ 9 ]  |
| 10 marzo     | Spirits Having Flown                      | Bee Gees            | 6             | [ 10 ] |
| 17 marzo     | Spirits Having Flown                      | Bee Gees            | 6             | [ 11 ] |
| 24 marzo     | Spirits Having Flown                      | Bee Gees            | 6             | [ 12 ] |
| 31 marzo     | Spirits Having Flown                      | Bee Gees            | 6             | [ 13 ] |
| 7 aprile     | Minute by Minute                          | The Doobie Brothers | 5             | [ 14 ] |
| 14 aprile    | Minute by Minute                          | The Doobie Brothers | 5             | [ 15 ] |
| 21 aprile    | Spirits Having Flown                      | Bee Gees            | 6             | [ 16 ] |
| 28 aprile    | Minute by Minute                          | The Doobie Brothers | 5             | [ 17 ] |
| 5 maggio     | Minute by Minute                          | The Doobie Brothers | 5             | [ 18 ] |
| 12 maggio    | Minute by Minute                          | The Doobie Brothers | 5             | [ 19 ] |
| 19 maggio    | Breakfast in America                      | Supertramp          | 6             | [ 20 ] |
| 26 maggio    | Breakfast in America                      | Supertramp          | 6             | [ 21 ] |
| 2 giugno     | Breakfast in America                      | Supertramp          | 6             | [ 22 ] |
| 9 giugno     | Breakfast in America                      | Supertramp          | 6             | [ 23 ] |
| 16 giugno    | Bad Girls                                 | Donna Summer        | 6             | [ 24 ] |
| 23 giugno    | Breakfast in America                      | Supertramp          | 6             | [ 25 ] |
| 30 giugno    | Breakfast in America                      | Supertramp          | 6             | [ 26 ] |
| 7 luglio     | Bad Girls                                 | Donna Summer        | 6             | [ 27 ] |
| 14 luglio    | Bad Girls                                 | Donna Summer        | 6             | [ 28 ] |
| 21 luglio    | Bad Girls                                 | Donna Summer        | 6             | [ 29 ] |
| 28 luglio    | Bad Girls                                 | Donna Summer        | 6             | [ 30 ] |
| 4 agosto     | Bad Girls                                 | Donna Summer        | 6             | [ 31 ] |
| 11 agosto    | Get the Knack                             | The Knack           | 5             | [ 32 ] |
| 18 agosto    | Get the Knack                             | The Knack           | 5             | [ 33 ] |
| 25 agosto    | Get the Knack                             | The Knack           | 5             | [ 34 ] |
| 1 settembre  | Get the Knack                             | The Knack           | 5             | [ 35 ] |
| 8 settembre  | Get the Knack                             | The Knack           | 5             | [ 36 ] |
| 15 settembre | In Through the Out Door                   | Led Zeppelin        | 7             | [ 37 ] |
| 22 settembre | In Through the Out Door                   | Led Zeppelin        | 7             | [ 38 ] |
| 29 settembre | In Through the Out Door                   | Led Zeppelin        | 7             | [ 39 ] |
| 6 ottobre    | In Through the Out Door                   | Led Zeppelin        | 7             | [ 40 ] |
| 13 ottobre   | In Through the Out Door                   | Led Zeppelin        | 7             | [ 41 ] |
| 20 ottobre   | In Through the Out Door                   | Led Zeppelin        | 7             | [ 42 ] |
| 27 ottobre   | In Through the Out Door                   | Led Zeppelin        | 7             | [ 43 ] |
| 3 novembre   | The Long Run                              | Eagles              | 9             | [ 44 ] |
| 10 novembre  | The Long Run                              | Eagles              | 9             | [ 45 ] |
| 17 novembre  | The Long Run                              | Eagles              | 9             | [ 46 ] |
| 24 novembre  | The Long Run                              | Eagles              | 9             | [ 47 ] |
| 1 dicembre   | The Long Run                              | Eagles              | 9             | [ 48 ] |
| 8 dicembre   | The Long Run                              | Eagles              | 9             | [ 49 ] |
| 15 dicembre  | The Long Run                              | Eagles              | 9             | [ 50 ] |
| 22 dicembre  | The Long Run                              | Eagles              | 9             | [ 51 ] |
| 29 dicembre  | The Long Run                              | Eagles              | 9             | [ 52 ] |

Note:
1. ↑  Ha raggiunto il numero uno anche nel 1978